# Pleurospermum stellatum
Pleurospermum stellatum är en flockblommig växtart som först beskrevs av David Don, och fick sitt nu gällande namn av Charles Baron Clarke. Pleurospermum stellatum ingår i släktet piplokor, och familjen flockblommiga växter. Inga underarter finns listade i Catalogue of Life.